# (984) Gretia
(984) Gretia ist ein Asteroid des Hauptgürtels, der am 27. August 1922 von dem deutschen Astronomen Karl Wilhelm Reinmuth an der Landessternwarte Heidelberg-Königstuhl der Universität Heidelberg entdeckt wurde.
Der Asteroid wurde nach der Schwiegertochter des deutschen Astronomen Albrecht Kahrstedt benannt.